# ماكس ميلر (مخرج)
ماكس ميلر (بالإنجليزية: Max O. Miller)‏ هو مخرج أمريكي، ولد في 1 مارس 1918، وتوفي في 26 أكتوبر 1992 بسبب اضطراب عصبي.

## وصلات خارجية
- ماكس ميلر على موقع IMDb (الإنجليزية)
- ماكس ميلر على موقع قاعدة بيانات الفيلم (الإنجليزية)
- ماكس ميلر على موقع كينوبويسك (الروسية)